# Billy (Regalsystem)

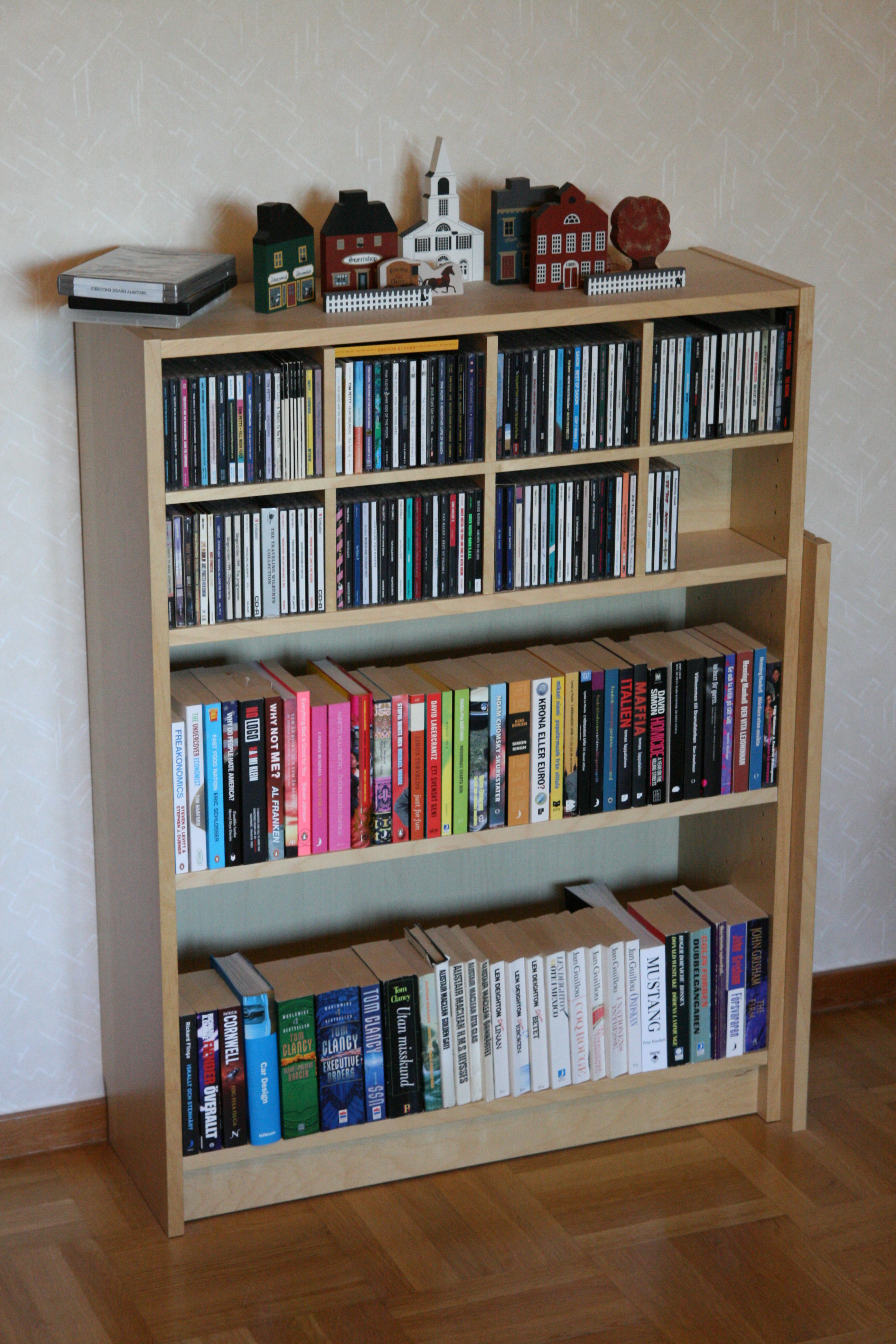
Billy-Regal (106 cm hoch)

Billy ist ein Regalsystem des schwedischen Möbelunternehmens IKEA. Es wurde 1978 von dem schwedischen Designer Gillis Lundgren entwickelt und seither (Stand: 2018) weltweit 77 Millionen Mal verkauft.

## Geschichte
Die Regalteile sind aus kunststoffbeschichteten oder furnierten Spanplatten. Die Kanten sind mit Kunststoffstreifen beklebt. Die Regalböden werden auf Metallträger (sog. Fachbodenträger) gelegt, die Bohrungen in den Seitenwänden haben einen vertikalen Abstand von 32 mm. Die Ausführung des Regals und der Metallträger wurde 2014 geändert. Die Regale sind in mehreren Farben und Oberflächen und einer Breite von 40 bzw. 80 cm, jedoch nicht mehr in 60 cm verfügbar. Sie können miteinander verbunden und durch zusätzliche Elemente (z. B. Türen) ergänzt werden.
1979 wurde erstmals das seinerzeit in der DDR hergestellte Regal in den Breiten 90 und 60 cm bei 202 cm Höhe angeboten. Nach der Wiedervereinigung war das Regal nicht mehr konkurrenzfähig und wurde im September 1990 zunächst aus dem Sortiment entfernt, nach Protesten von Kunden jedoch wieder aufgenommen.
1992 ließ der Stern das Regal auf den Zusatzstoff Formaldehyd untersuchen. Von 18 Regalbrettern überschritten acht den Grenzwert bis um das Vierfache. Das Ergebnis war die Schlagzeile: »Krank durch Billy«. Ikea stellte den Verkauf für zweieinhalb Wochen ein, bis die Ursache des Problems in einer der produzierenden Fabriken gefunden wurde.
Im Mai 2022 kündigte Ikea an, Billy mit Wirkung ab Januar 2024 in Material und Form neu zu gestalten. Dabei soll Furnier durch eine „hochwertige Papierfolie“ ersetzt werden.

## Künstlerische Rezeption
1999 eröffnete der Autor und Konzeptkünstler Rafael Horzon auf der Berliner Torstraße das Geschäft Moebel Horzon. Zur Eröffnung fand ein Happening statt, bei dem Gäste Bretter von Billy-Regalen mitbringen und zersägen lassen konnten. Sie bekamen dafür ein von Horzon designtes Regal. Das Motto der Aktion lautete „Umtausch + Zersägung = Zufriedenheit“. 2009 parodierte Harald Schmidt in der Harald Schmidt Show die Veranstaltung Domino Day, indem er 50 Billy-Regale als Domino-Bausteine zum Umfallen brachte.